# Liste der Naturdenkmale in Hünfelden
Die Liste der Naturdenkmale in Hünfelden nennt die im Gebiet der Gemeinde Hünfelden im Landkreis Limburg-Weilburg in Hessen gelegenen Naturdenkmale.
| Bild | Bezeichnung | Ortsteil, Lage                          | Beschreibung                                                               | Art         | Nr.     |
| ---- | ----------- | --------------------------------------- | -------------------------------------------------------------------------- | ----------- | ------- |
| BW   | 2 Linden    | Dauborn 50° 19′ 38,3″ N, 8° 10′ 24,2″ O | 2 Linden an der Kirche / Friedhof in Dauborn, südwestliche Ortsrandbereich | Linde       | 3533001 |
| BW   | Sommerlinde | Dauborn 50° 19′ 54″ N, 8° 10′ 44,3″ O   | Einzelbaum an der Neuherbergerstraße                                       | Sommerlinde | 3533011 |

## Belege
1. ↑  
Liste der Naturdenkmale im Landkreis Limburg-Weilburg. (PDF; 33 kB) In: www.landkreis-limburg-weilburg.de. Landkreis Limburg-Weilburg, März 2018, abgerufen am 10. Juni 2022.
2. 1 2  
Naturdenkmale in Hessen. (pdf; 405 kB) Anlage zu Kleine Anfrage der Abg. Ursula Hammann (BÜNDNIS 90/DIE GRÜNEN) vom 15.04.2011 betreffend Biotopverbund Teil 2 und Antwort der Ministerin für Umwelt, Energie, Landwirtschaft und Verbraucherschutz. Hessischer Landtag, 22. Juni 2011, abgerufen am 4. Februar 2016.

- Karte mit allen Koordinaten:
- OSM |
- WikiMap